# Fohnsdorf
Fohnsdorf  är en ort och kommun i distriktet Murtal i förbundslandet Steiermark i Österrike.
Kommunen har 7 585 invånare (2024) och består av åtta orter (Ortschaften) (inom parentes invånarantal 1 januari 2024):

- Aichdorf (443)
- Dietersdorf (2 324)
- Fohnsdorf (2 751)
- Hetzendorf (1 016)
- Kumpitz (112)
- Rattenberg (197)
- Sillweg (355)
- Wasendorf (387)